# Česko na světových hrách

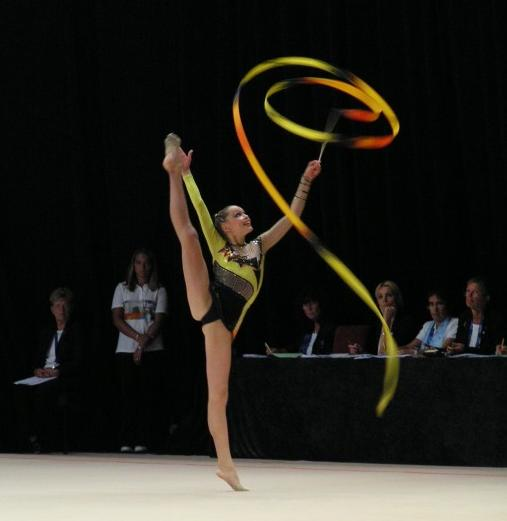
Moderní gymnastka Dominika Červenková na Světových hrách 2005 v Duisburgu

Česká republika se světových her účastnila ještě jako Československo od třetího ročníku v roce 1989, kde získala tři stříbrné medaile.
Sportovci z České republiky celkově vyhráli 44 medailí na Světových hrách, především v rybolovné technice.
Partnerem Mezinárodní asociace Světových her pro Česko je Český olympijský výbor, uznaný Mezinárodním olympijským výborem v roce 1993.

## Výsledky české reprezentace
| Přehled českých medailí na Světových hrách | Přehled českých medailí na Světových hrách | Přehled českých medailí na Světových hrách | Přehled českých medailí na Světových hrách | Přehled českých medailí na Světových hrách | Přehled českých medailí na Světových hrách | Přehled českých medailí na Světových hrách |
| Poř.                                       | Česko na světových hrách                   | Město / Země                               |                                            |                                            |                                            | Celkem                                     |
| ------------------------------------------ | ------------------------------------------ | ------------------------------------------ | ------------------------------------------ | ------------------------------------------ | ------------------------------------------ | ------------------------------------------ |
| I.                                         | 1981                                       | Santa Clara Spojené státy americké         | 0                                          | 0                                          | 0                                          | 0                                          |
| II.                                        | 1985                                       | Londýn Spojené království                  | 0                                          | 0                                          | 0                                          | 0                                          |
| III.                                       | Československo na Světových hrách 1989     | Karlsruhe Německo                          | 0                                          | 3                                          | 0                                          | 3                                          |
| Samostatný český tým                       |                                            |                                            |                                            |                                            |                                            |                                            |
| IV.                                        | Česko na Světových hrách 1993              | Haag Nizozemsko                            | 3                                          | 3                                          | 3                                          | 9                                          |
| V.                                         | Česko na Světových hrách 1997              | Lahti Finsko                               | 5                                          | 4                                          | 4                                          | 13                                         |
| VI.                                        | Česko na Světových hrách 2001              | Akita Japonsko                             | 0                                          | 1                                          | 3                                          | 4                                          |
| VII.                                       | Česko na Světových hrách 2005              | Duisburg Německo                           | 2                                          | 3                                          | 6                                          | 11                                         |
| VIII.                                      | Česko na Světových hrách 2009              | Kao-siung Tchaj-wan                        | 0                                          | 0                                          | 1                                          | 1                                          |
| IX.                                        | Česko na Světových hrách 2013              | Cali Kolumbie                              | 0                                          | 2                                          | 1                                          | 3                                          |
| X.                                         | Česko na Světových hrách 2017              | Vratislav Polsko                           | 3                                          | 1                                          | 4                                          | 8                                          |
| XI.                                        | Česko na Světových hrách 2022              | Birmingham Spojené státy americké          | 0                                          | 3                                          | 3                                          | 6                                          |
|                                            | Celkem                                     | Celkem                                     | 13                                         | 17                                         | 25                                         | 55                                         |

Na třetích hrách v roce 1989 byla jedinkrát zařazena sálová cyklistika, čeští reprezentanti tehdy jako součást československého týmu vybojovali tři stříbrné medaile. V kolové Miroslav Berger a Miroslav Kratochvíl, v cyklistické krasojízdě žen-jednotlivkyň Jana Horáčková a v cyklistické krasojízdě dvojic žen Edita Jelínková a Lenka Kosová.
Budoucí úspěchy českých reprezentantů v rybolovné technice odstartovali na hrách v roce 1993 Michaela Křížová (zlato – závaží přesnost, stříbro – muška přesnost) a Patrik Lexa (stříbro – muška-dálka, bronz – muška-dálka obouruč).
V roce 1997 zvítězil na Světových hrách Patrik Lexa ve dvou disciplínách rybolovných technik a získal také dvě stříbrné medaile, jedno zlato vybojovala Hana Tupá v disciplíně muška přesnost, kde Křížová obhájila své stříbro a přidala další dvě v jiných disciplínách. Josef Luxa je doplnil třetím místem v disciplíně závaží na přesnost. V parašutistické soutěži na přesnost přistání vyhrál Ivan Hovorka.
Na hrách v Akitě v roce 2001 vybojovala česká výprava čtyři medaile (jednu stříbrnou a tři bronzové, z nich jednu bronzovou v ukázkovém sportu). Sportovní rybář Jan Luxa vybojoval stříbro v disciplíně muška-dálka a bronz v mušce na přesnost, Zuzana Kočířová byla také třetí v mušce na přesnost. V ukázkovém sumó vyhrál v soutěži bez rozdílu vah souboj o třetí místo Jaroslav Poříz.
Na Světových hrách 2005 v Duisburgu startovali i dva čeští olympionici (kanoista Petr Procházka a moderní gymnastka Dominika Červenková). Český tým vybojoval dvě zlaté, tři stříbrné a šest bronzových medailí (z toho jednu zlatou a dvě bronzové v ukázkových sportech – dračích lodích a halovém pozemním hokeji). Nejúspěšnější součástí výpravy byli opět sportovní rybáři, z vítězství v disciplíně muška-přesnost se radoval Patrik Lexa, Zuzana Kočířová vyhrála stříbro v disciplíně muška-dálka a bronz v zátěži-arenberg, kde byla druhá Jana Brončková, ve stejné disciplíně mužů obsadil třetí místo Jan Luxa. Další zlato získala posádka české dračí lodě v závodě na 1000 metrů. Tomáš Mrázek skončil druhý v lezení na obtížnost. Jen o 0,1 sekundy ztratilo stříbro české smíšené kvarteto ve štafetě v orientačním běhu. Bronz získali korfbalisté a v halovém turnaji pozemní hokejisté a pozemní hokejistky.
V roce 2009 na hrách v Kao-siungu vybojovali českou jedinou, bronzovou medaili inline hokejisté.
Na hrách v Cali v roce 2013 inline hokejisté obhájili bronz, stříbrnou medaili v salse získali tanečníci Michaela Gatěková a Jakub Mazůch a rovněž v paraglidingu v disciplíně seskok na přesnost Tomáš Lednik.
Roku 2017 na hrách v polské Vratislavi vybojoval zlatou medaili vodní lyžař Adam Sedlmajer, tým inline hokejistů a kickboxerka Sandra Mašková. Stříbro k nim přidal ploutvový plavec Jakub Jarolím v kategorii 50 metrů kraul bifins, který získal ještě bronz ve stejné kategorii na dvojnásobné trati. Další bronzová umístění přidal orientační běžec Vojtěch Král, terénní lukostřelkyně Martina Macková a Jakub Klauda, soutěžící v Muay Thai.
Světové hry v Birminghamu byly kvůli pandemii covidu-19 odloženy na rok 2022. Česká výprava si odvezla tři stříbrné a tři bronzové medaile.

## Medaile podle sportů
| Sport                           | Zlato | Stříbro | Bronz | Celkem | Ref.  |
| ------------------------------- | ----- | ------- | ----- | ------ | ----- |
| Rybolovná technika              | 8     | 9       | 9     | 26     |       |
| Inline hokej                    | 1     | 1       | 2     | 4      |       |
| Vodní lyžování                  | 1     | 0       | 0     | 1      |       |
| Parašutismus + paragliding      | 1     | 1       | 0     | 2      |       |
| Ploutvové plavání               | 0     | 2       | 3     | 5      |       |
| Orientační běh                  | 0     | 1       | 3     | 4      |       |
| Kickbox                         | 1     | 0       | 1     | 2      |       |
| Sportovní lezení                | 0     | 1       | 0     | 1      | [ 2 ] |
| Taneční sport                   | 0     | 1       | 0     | 1      |       |
| Bowling                         | 0     | 1       | 0     | 1      |       |
| Korfbal                         | 0     | 0       | 1     | 1      |       |
| Muay Thai                       | 0     | 0       | 1     | 1      |       |
| Terénní lukostřelba             | 0     | 0       | 1     | 1      |       |
| Florbal                         | 0     | 0       | 1     | 1      |       |
| Celkem                          | 12    | 17      | 22    | 51     |       |
| Dračí lodě (ukázkový)           | 1     | 0       | 0     | 1      |       |
| Halový pozemní hokej (ukázkový) | 0     | 0       | 2     | 2      |       |
| Sumó (ukázkový)                 | 0     | 0       | 1     | 1      |       |
| Celkem včetně ukázkových        | 13    | 17      | 25    | 55     |       |

## Medailisté
| Rok  | Dějiště    | Sportovci                                                    | Disciplína                                |
| ---- | ---------- | ------------------------------------------------------------ | ----------------------------------------- |
| 1993 | Haag       | Michaela Křížová                                             | rybolovná technika – závaží přesnost      |
| 1993 | Haag       | Michaela Křížová                                             | rybolovná technika –                      |
| 1993 | Haag       | Zuzana Mandíková                                             | rybolovná technika – závaží přesnost      |
| 1997 | Lahti      | Patrik Lexa                                                  | rybolovná technika –                      |
| 1997 | Lahti      | Patrik Lexa                                                  | rybolovná technika –                      |
| 1997 | Lahti      | Michaela Křížová                                             | rybolovná technika –                      |
| 1997 | Lahti      | Hana Tupá                                                    | rybolovná technika – muška přesnost       |
| 1997 | Lahti      | Ivan Hovorka                                                 | parašutismus – přesnost přistání          |
| 2005 | Duisburg   | Patrik Lexa                                                  | rybolovná technika – muška přesnost       |
| 2005 | Duisburg   | Česko                                                        | dračí lodě – 1000 m                       |
| 2017 | Vratislav  | Adam Sedlmajer                                               | vodní lyžování – slalom                   |
| 2017 | Vratislav  | Česko                                                        | inline hokej – muži                       |
| 2017 | Vratislav  | Sandra Mašková                                               | kickbox – do 56 kg                        |
| 1993 | Haag       | Michaela Křížová                                             | rybolovná technika – muška přesnost       |
| 1993 | Haag       | Patrik Lexa                                                  | rybolovná technika – muška dálka jednoruč |
| 1993 | Haag       | Martin Bočinský                                              | ploutvové plavání – apnoea 50 m           |
| 1997 | Lahti      | Michaela Křížová                                             | rybolovná technika – muška přesnost       |
| 1997 | Lahti      | Michaela Křížová                                             | rybolovná technika –                      |
| 1997 | Lahti      | Michaela Křížová                                             | rybolovná technika –                      |
| 1997 | Lahti      | Hana Tupá                                                    | rybolovná technika –                      |
| 2001 | Akita      | Jan Luxa                                                     | rybolovná technika – muška dálka          |
| 2005 | Duisburg   | Zuzana Kočířová                                              | rybolovná technika – muška dálka          |
| 2005 | Duisburg   | Jana Brončková                                               | rybolovná technika – zátěž arenberg       |
| 2005 | Duisburg   | Tomáš Mrázek                                                 | sportovní lezení – lezení na obtížnost    |
| 2013 | Cali       | Michaela Gatěková a Jakub Mazůch                             | taneční sport – salsa                     |
| 2013 | Cali       | Tomáš Lednik                                                 | paragliding – seskok na přesnost          |
| 2017 | Vratislav  | Jakub Jarolím                                                | ploutvové plavání – 50 m kraul bifins     |
| 2022 | Birmingham | Jaroslav Lorenc                                              | bowling                                   |
| 2022 | Birmingham | Tereza Janošíková                                            | orientační běh – sprint žen               |
| 2022 | Birmingham | Česko                                                        | inline hokej – muži                       |
| 1993 | Haag       | Patrik Lexa                                                  | rybolovná technika – muška dálka obouruč  |
| 1993 | Haag       | Michaela Křížová                                             | rybolovná technika – zátěž na cíl         |
| 1993 | Haag       | Alex Čeřovský, Kamil Maršálek, · Martin Bočinský, Petr Bořek | ploutvové plavání – štafeta 4 × 200 m     |
| 1997 | Lahti      | Patrik Lexa                                                  | rybolovná technika –                      |
| 1997 | Lahti      | Patrik Lexa                                                  | rybolovná technika –                      |
| 1997 | Lahti      | Josef Luxa                                                   | rybolovná technika – závaží na přesnost   |
| 1997 | Lahti      | Helena Kocourková                                            | ploutvové plavání – ponoření 100 m        |
| 2001 | Akita      | Jan Luxa                                                     | rybolovná technika – muška přesnost       |
| 2001 | Akita      | Zuzana Kočířová                                              | rybolovná technika – muška přesnost       |
| 2001 | Akita      | Jaroslav Poříz                                               | sumó – bez rozdílu vah                    |
| 2005 | Duisburg   | Zuzana Kočířová                                              | rybolovná technika – zátěž arenberg       |
| 2005 | Duisburg   | Jan Luxa                                                     | rybolovná technika – zátěž arenberg       |
| 2005 | Duisburg   | Petr Losman, Marta Štěrbová, Tomáš Dlabaja a Dana Brožková   | orientační běh – smíšená štafeta          |
| 2005 | Duisburg   | Česko                                                        | korfbal                                   |
| 2005 | Duisburg   | Česko                                                        | halový hokej – muži                       |
| 2005 | Duisburg   | Česko                                                        | halový hokej – ženy                       |
| 2017 | Vratislav  | Jakub Jarolím                                                | ploutvové plavání – 100 m kraul bifins    |
| 2017 | Vratislav  | Vojtěch Král                                                 | orientační běh – krátká trať mužů         |
| 2017 | Vratislav  | Martina Macková                                              | terénní lukostřelba                       |
| 2017 | Vratislav  | Jakub Klauda                                                 | muay thai – do 91 kg                      |
| 2022 | Birmingham | Česko                                                        | florbal – muži                            |
| 2022 | Birmingham | Petr Dvořáček                                                | kickbox – do 75 kg                        |
| 2022 | Birmingham | Tomáš Křivda                                                 | orientační běh – sprint mužů              |

## Přehled vlajkonošů
Uvedeni jsou vlajkonoši na zahajovacím ceremoniálu příslušných světových her.
| Rok  | Dějiště    | Vlajkonoš     | Sport             |
| ---- | ---------- | ------------- | ----------------- |
| 2013 | Cali       |               |                   |
| 2017 | Vratislav  | Jakub Jarolím | ploutvové plavání |
| 2022 | Birmingham | Daniel Brabec | inline hokej      |